# چیشنگه
چیشنگه (به لهستانی:  Cieszenie) یک روستا در لهستان است که در گمینا خمیلنو واقع شده‌است. چیشنگه ۴۰۴ نفر جمعیت دارد.